# Lloyd Hildebrand
Lloyd Augustin Biden Hildebrand, conegut a França com a Louis Hildebrand, (Tottenham, Londres, Anglaterra, 25 de desembre de 1870 - Levallois-Perret, 1 d'abril de 1924) va ser un ciclista anglès que va córrer representant França a finals del segle xix i primers del xx.
Casat amb una francesa, el 1900 va prendre part en els Jocs Olímpics de París en la cursa dels 25 quilòmetres, en la qual guanyà la medalla de plata en quedar rere el francès Louis Bastien.